# Oostplein

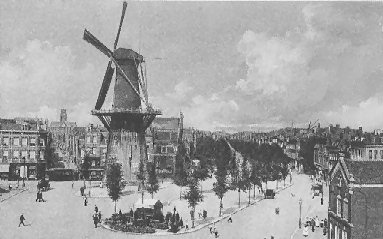
Het Oostplein gezien in westelijke richting, rond 1913.

Het Oostplein is een verkeersplein in Rotterdam. Het Oostplein is de oostelijke punt van de stadsdriehoek en ligt op de plaats van de vroegere Oostpoort.

## Verkeer & vervoer
Op het Oostplein komen de Goudsesingel, de Hoogstraat, de Boezemweg, de Slaak, de Oostzeedijk, de Oostmolenwerf en de Burgemeester van Walsumweg samen. Het plein is daardoor een van de drukste verkeersknooppunten van de Rotterdamse binnenstad, en maakt deel uit van de stadsroute S100 Centrumring. Tramlijnen 1 en 11 passeren het plein. Ondergronds ligt sinds 1982 het metrostation Oostplein, aangedaan door de metrolijnen A, B, en C.

## Waterkering
Het Oostplein maakte tot de Tweede Wereldoorlog deel uit van Schielands Hoge Zeedijk, de primaire waterkering van Holland. Bij de naoorlogse wederopbouw is de Maasboulevard de primaire waterkering geworden. Aan het Oostplein ligt nog wel het Gemaal mr. U.G. Schilthuis van het hoogheemraadschap van Schieland en de Krimpenerwaard, een boezemgemaal dat het water uit de Rotte twee tot drie meter oppompt naar het Boerengat en de Nieuwe Maas. De metro kruist de waterbuis onderlangs.

## Mariniers
Tussen 1823 en 1940 was aan het Oostplein de kazerne van de Rotterdamse mariniers gevestigd, in het voormalige arsenaal van de Admiraliteit van Rotterdam. Deze mariniers verdedigden in de meidagen van 1940 met succes de Willemsbrug. De vertraging die de Duitse opmars hierdoor opliep, leidde tot het bombardement op Rotterdam om de Nederlandse weerstand te breken. Aan de Mariniers herinnert het in 1963 onthulde Mariniersmonument aan het Oostplein. Het Korps Mariniers viert jaarlijks op 10 december zijn verjaardag op het Oostplein en herdenkt daarbij de gevallenen.

## Molen De Noord
Op het Oostplein stond sinds 1711 de stellingkorenmolen 'De Noord'. Deze molen overleefde het bombardement doordat de molenaar de wieken liet draaien. De omliggende bebouwing brandde uit. Op 28 juli 1954 werd molen De Noord alsnog door brand verwoest. Hij is niet herbouwd.
Admiraal de Ruyterweg ·
Admiraliteitskade ·
Aert van Nesstraat ·
Baan ·
Batavierenstraat ·
Beukelsdijk ·
Beursplein ·
Beurstraverse ·
Binnenweg ·
Binnenwegplein ·
Binnenrotte ·
Blaak ·
Boezemweg ·
Boompjes ·
Bosland ·
Botersloot ·
Burgemeester van Walsumweg ·
Churchillplein ·
Coolsingel ·
Coolvest ·
Eendrachtsplein ·
Eendrachtsweg ·
Geldersekade ·
Goudsesingel ·
's-Gravendijkwal ·
Haagseveer ·
Henegouwerlaan ·
Hofdijk ·
Hofplein ·
Hoogstraat ·
Jonker Fransstraat ·
Karel Doormanstraat ·
Kipstraat ·
Kolk ·
Koningin Emmaplein ·
Korte Hoogstraat ·
Kruiskade ·
Kruisplein ·
Leuvehoofd ·
Lijnbaan ·
Lombardkade ·
Maasboulevard ·
Mariniersweg ·
Mathenesserlaan ·
Mauritsweg ·
Meent ·
Museumpark ·
Oostmolenwerf ·
Oostplein ·
Oude Binnenweg ·
Parkkade ·
Parklaan ·
Pim Fortuynplaats ·
Plein 1940 ·
Pompenburg ·
Rochussenstraat ·
Saftlevenstraat ·
Schiedamsedijk ·
Schiedamse Vest ·
Schouwburgplein ·
Spaansekade ·
Stadhuisplein ·
Stationsplein ·
Stroveer ·
Van Oldenbarneveltstraat ·
Vasteland ·
Veerkade ·
Weena ·
Westblaak ·
Westerkade ·
West-Kruiskade ·
Westersingel ·
Westplein ·
Willemskade ·
Willemsplein ·
Witte de Withstraat